# Pireus (gmina)
Pireus (gr. Δήμος Πειραιώς, Dimos Pireos) – gmina w Grecji, w administracji zdecentralizowanej Attyka, w regionie Attyka, w jednostce regionalnej Pireus. Siedzibą i jedyną miejscowością gminy jest Pireus. W skład gminy wchodzi także bezludna wyspa Psitalia. W 2011 roku liczyła 163 688 mieszkańców.